# オープンイノベーション
オープンイノベーション（英: open innovation、OI）とは、自社だけでなく他社や大学、地方自治体、社会起業家など異業種、異分野が持つ技術やアイデア、サービス、ノウハウ、データ、知識などを組み合わせ、革新的なビジネスモデル、研究成果、製品開発、サービス開発、組織改革、行政改革、地域活性化、ソーシャルイノベーション、国際化、プロセス改善等につなげるイノベーションの方法論である。

## 定義
オープンイノベーションはハーバード大学経営大学院の教授だったヘンリー・チェスブロウによって提唱された概念で、組織内部のイノベーションを促進するため、企業の内部と外部との技術やアイデアの流動性を高め、組織内で創出されたイノベーションをさらに組織外に展開するイノベーションモデルをいう。
ヘンリー・チェスブロウはオープンイノベーションに対する概念として、1980年代から90年代にかけての自社の中だけで研究者を囲い込み研究開発を行う自前主義、垂直統合型のイノベーションモデルをクローズドイノベーションと名付けた。このような研究開発は、競争環境の激化、イノベーションの不確実性、研究開発費の高騰、株主から求められる短期的成果等から困難になってきた背景がある。そのため、大学や他社の技術のライセンスを受けたり、外部から広くアイデアを募集するなど、社外との連携を積極活用するオープンイノベーションをとる企業が増えている。一般的には秘密保持契約（NDA）を結んだ共同開発や情報交換から行うことが多い。
クローズドイノベーションを、自社の研究開発だけでなく、既存の社外連携（既存の産学連携やサプライヤーとの協業など）も含めたものとして捉え、そこで不足する技術やアイデアをもつ新しい相手に協業先を拡げる活動をオープンイノベーションと定義することもある。
オープンイノベーションで定義されているイノベーションは社内システムから人事制度、CSRまで多岐にわたり技術分野には限定されない。また、イノベーションは分野が異なる融合であるほど、成功確率は下がるがより革新的とされる。

## 欧米におけるオープンイノベーション
1980年代から90年代にかけて米国の大手企業では世界最先端の研究開発拠点で数多くの画期的な研究開発が行いながらも閉鎖的な構造のために市場化 ・ 製品化されないままになってしまっていた企業がある一方、自社内に研究拠点を持たないにもかかわらず外部資源の積極的な活用によって新技術の開発や市場化を成し遂げる企業も出現するようになった。ヘンリー・チェスブロウは従来のイノベーションモデルでの産学間の障壁やギャップに問題意識をもち、2003年に『Open Innovation』を発表してオープンイノベーションの概念を提唱した。
ヨーロッパでは2013年のダブリン宣言で欧州委員会が新たな施策であるオープンイノベーション2.0を欧州全体で推進し世界に発信していくことが決議された。以後、毎年「Open Innovation 2.0 Conference」と呼ばれる会合が開かれている。これまでは大学・産業界・政府の産学連携ネットワークを中心とする“Triple Helix model”がイノベーションの概念だが、今後は“Citizen”（ユーザー） の重要性がより増すとしている。

### イノベーションの国際標準化
ISO9001などの改善と品質を目的としたシステムは、他にもシックスシグマやトヨタ生産方式などがある。 改善型のイノベーションはイノベーションのジレンマにおいて破壊的イノベーションではなく持続的イノベーションに該当する。ISO9001は破壊的なアイデアやテクノロジーを考慮していなかった。そのため、オープンイノベーションを含めた革新的なイノベーションの仕組みとして、国際標準としてイノベーションマネージメントシステム、ISO56000の標準化が始まり、2019年のISO56002につながった 。そこには「EUは、シリコンバレーではない。」「ヨーロッパ人は失敗すると、格好悪いし恥ずかしいので、できれば失敗せずに事業をやりたいんだと。そのときにシリコンバレーの真似をしろと言われても、ヨーロッパ人は基本的にできませんと。」「日本と類似した課題である。」という意見がある。

## 日本におけるオープンイノベーション

### 企業における事例
- P&Gではコネクト＆デベロップというプログラム[9] を立ち上げ、社外で開発された知的財産を活用して社内で事業化することを図っている[10]。
- 大阪ガス、東レ、日産自動車、味の素、デンソーなど多くの企業がオープンイノベーションへの取り組みを増やしている[4]。他にも、京セラ、NTTデータ、三菱電機などがオープンイノベーションに対して取り組んでいる。日産自動車では社外との連携だけではなく、日常的に事業部同士の連携や合同会議、さらには社内と社外でフューチャーセッションを行うことで革新的な製品開発につなげている[11][12]。
- 東レでは個別の技術情報を交換するオープンイノベーションサイト、NANOTECH SNeeedSを設けている[13]。また、京セラも同様のオープンイノベーションサイト、OPEN INNOVATION ARENAを設けている[14]。
- Creww（クルー）やパーソルキャリア、ナインシグマなど、仲介業者としてオープンイノベーションの円滑化を行う企業もあり、企業同士のオープンイノベーションをコーディネートしている例[15] もある[16][17][18]。
- 国内、海外のスタートアップとの連携を目指すアクセラレータープログラムを運営するPlug and Play Japanのような事例もある。
- NPO法人、NGO、さらには伝統工芸と企業の連携などの事例も増えつつある[19][20][21]。
- 一般社団法人運輸デジタルビジネス協議会（TDBC）では「運輸業界の問題をICT等の力を利用して解決し、社会に貢献する」ことを目的として2016年より活動を開始し、運輸事業者と各種ソリューションを持つベンダがテーマごとに会合を重ね、実証実験を重ね[22]、実験結果を「TDBC Forum」として各ワーキンググループごとの成果報告、一般公開（エコドライブ・事故撲滅、MaaSへの取り組み、健康課題、先端技術を活用した業務効率化等）を行っている[23]。

### 産学連携における事例
産学連携の分野では科学技術振興機構が積極的に産学連携に取り組んでいる。その例として、科学技術振興機構では、大学、公的研究機関および科学技術振興機構の各種事業により生まれた、研究成果の実用化を促進するため、｢新技術説明会｣を開催している。これには革新性の高い産学連携に助成金を出すといった制度もある。また、科学技術振興機構ではイノベーション・ジャパンとよばれる展示会を毎年夏に開催している。
国立研究機関としては、物質・材料研究機構、産業技術総合研究所、理化学研究所、国立情報学研究所 の他、警察庁や気象庁管轄の研究機関まで多岐にわたり始めている。
新エネルギー・産業技術総合開発機構も類似の活動を行っており、企業同士の連携開発のサポートと開発金の助成を行っている。
デザイン分野のオープンイノベーションとしては、京都大学デザインスクールがデザインイノベーションコンソーシアムを立ち上げているほか、アートイベント デザインフェスタでの企業と個人の連携など事例もある。学生CGコンテストに取り組む、画像情報教育振興協会などでは、デザインと情報処理融合のコンピュータグラフィックスの促進に取り組んでいる。
そのほか、東京大学が創薬オープンイノベーションセンターを開設したり、電気通信大学関係者が設けたオープンイノベーション推進ポータル、キャンパスクリエイト など大学も同様のサイトを立ち上げるなどの活動を行っている。

### 自治体、行政における事例
自治体などの支援により、農業や医療、漁業などへの拡がりを見せている。
自治体としては、オープンデータの取り組みが積極的になされ、日本では東日本大震災がオープンデータの機運が高まる契機になった。自治体では鯖江市が2012年1月に初めてオープンデータを提供した。現在では、政令指定都市や都道府県、中央官庁でもオープンデータが進行している。また、イノベーションの支援策としては大阪市が、イノベーションの担当職員を設け大阪イノベーションハブという場を設け、イノベーション推進に取り組んでいるほか、横浜市がオープンイノベーション・プロジェクトに取り組むなどの事例がある。また、経済産業省はオープンイノベーションアリーナ構想を、日本再興戦略の一環として推進し、オープンイノベーションの国際化を推進している。

### IT企業、IT技術における事例
IT企業にはIT勉強会やハッカソンとよばれる、他社同士で勉強会を開く文化があるほか、現在では一般的となっているオープンソースや、地方自治体や官庁などに眠っているデータをビジネスに活用していく、オープンデータといった取り組みもあり、オープン化についてはIT分野が先行していた。
従来、このようなハッカソンはIT企業を中心としたものであったが、メイカーズムーブメントの流れを受け、アナログ回路、デジタル回路、PCB設計、組み込みソフトウェア、3Dプリンタなどの技術領域を用いたハードウェア分野のハッカソンが行われるようになってくるとともに、製造業の大企業が行うハッカソンも増えてきている。 また、音楽やアート、化学、金融、食品といった分野でも行われるようになってきている。

### オープンイノベーション拠点
オープンイノベーションを目的として、場を提供するものが増えている。それぞれ、趣旨は異なるがフューチャーセンター、コワーキングスペース、イノベーションハブ、インキュベーション施設、ファブスペースなどがある。オープンイノベーション拠点の施設を作ったものの、使われていないという課題がある場合もあり、企業組織をオープンイノベーションに適応させる取り組みの一歩として、IT勉強会やフューチャーセンターの会場として社外に提供することで社外の人材と社内の交流も方法の一つである。
オープンイノベーション拠点のうち、内外の人材が出入りできる場所であり、最新情報を手に入れられ　最後にオシャレな空間であるものを共創スペースという。おしゃれな空間であっても内外の人が出入りできないものは共創スペースには含まれない。

### 海外企業、大学、コンソーシアムとの協業
企業の国際化の観点から、海外企業、大学 とのオープンイノベーションも注目されている。特に注目されているのはイノベーション都市である。
IT分野ではシリコンバレーが有名ではあるが、1970年代から起業を支援しているイスラエル や、新興国の市場開拓の点から経済成長と起業が著しい中国の深圳市、インドのバンガロール やASEAN との協業例もある。また、スマートエネルギー、農業であればオランダ、食品であればフランス、オランダ・フードバレーまた半導体分野ではIMECを置くベルギー 等、国や組織により得意分野があり、それを意識した連携が不可欠である。なお、日本台湾間ではオープンデータやオープンイノベーションのプロジェクトが多数立ち上がっている。東南アジアにおいてはシンガポールがスタートアップの一大拠点となっており、連携も増えている。ただし、海外企業やシリコンバレー、深圳などにおいて日本人は勉強だけでビジネスの話にならないという不評も現地であり、見学が断られるケースも増えている。起業、新規事業等新しい取り組みが極めて活発な都市をイノベーション都市という。シリコンバレー発のDisrupt、フィンランド発のSlushや、ベルリン発のTech Open Air、イギリスのLondon Tech Week、フランスのViva Technologyなど欧州、シリコンバレーでは多くのスタートアップのイベントが存在する
。
深圳市などについては、イノベーション都市として注目されている一方、米中新冷戦などの政治的背景の中、LINEの中国への委託による個人情報流出疑惑、楽天はテンセント子会社が大株主になったことにより日米政府が安全保障上の観点から監視対象とするなど難しい問題に直面している。 テンセントも含め、中国のIT企業は中国共産党員の受け入れ や、DJIのドローンが人民解放軍の演習に使われる、ファーウェイが人民解放軍と所有管理されていると米国で安全保障上の懸念が持たれている など安全保障と民間企業の経営のバランスが求められているといえる。

## プラットホームとしての協業の場

### 日本企業でのSNS活用
オープンイノベーションでのプラットホームとしてのSNSが利用されてきた。米国での事例としてネットワーキングの手段として、facebookやlinkedin、Twitterが活用され始めている。日本においても、クラウドワークスやeight、wantedly、Wemake、SlideShareなど ビジネス向けのSNSは存在するが、SNSのビジネス活用は情報流出の懸念から日本の大企業ではあまり進んでいない部分もあるが、オープンイノベーションに特化した法人向けWEBプラットフォームとして、Creww（クルー）やeiicon company、ナインシグマなどのオープンイノベーションサービスプロバイダーや研究開発サービス業者が運営するCrewwGrowthやAUBA、NineSightsなどが活用され始めてきている。

### コロナ後のオンライン活用
新型コロナウイルス感染症の世界的流行後は、ウェビナーやその他のオンラインを利用した手段でのオンライン協業やセミナー開催が進んでいる。
connpass、TECH PLAY、PeatixなどのイベントサイトがWEBに活用され、IT企業、非IT企業関係なく活用されるようになってきており、特にデジタルトランスフォーメーション促進の観点から、自治体、製造業など非IT企業の分野でも行われるようになってきている 。日本とは違い、シリコンバレーを含めた英語圏などではMeetupやeventbriteが一般的によく使用される。

## コミュニティ活動
産学連携学会 などの学会や、研究・イノベーション学会などの学会型や、オープンイノベーション促進協議会など企業を中心とした企業間コンソーシアム型、IoT推進コンソーシアムなどの個別の技術のテーマに絞ったオープンイノベーションのコンソーシアム活動がある。他分野融合型の超異分野学会は、オープンイノベーションを理由の一つとしている。One Japan、あしたのコミュニティーラボ などの、オープンイノベーションを目的とした個人を中心としたコミュニティ活動も増えている。社内と社外の交流における知の創造という観点からはナレッジマネージメントの観点からナレッジマネージメント学会知の創造研究部会により、知識創造を取り扱う。

## 雇用の改革

### 働き方改革
オープンイノベーションの観点から、他社の文化を導入し組織にイノベーションをもたらす観点から副業を解禁する企業がある。異業種の他社に人材交流として武者修行に出す、外へ出てぶらぶらと製品開発を考えるぶらぶら社員制度 などの取り組みもある。あえて、他薦で変人を採用するなどの取り組みもある。また、エプソンの花岡元社長によれば、イノベーションには変な人、尖った人、でしゃばる人が必要なのだという。このような、人材は異端児、未踏人材、とも呼ばれる。夏野剛によれば、一人のオタクが100人のエリートサラリーマンに勝つ時代であり、twitterのフォロワ数で評価するなど、今までとは違う価値基準が必要であり、中途採用が極めて重要であるという。これは、同質性の高い人材が多い組織は実行力が高い一方、イノベーションを生みやすい組織は多様性がある、というハーバードビジネスレビューの調査結果に基づいている。

### 異業種からの中途採用
あえて即戦力とはなりにくい異業種の人材を中途採用する方法もある 。このようなダイバーシティとイノベーションを意識した人材登用としては、米国ではロケットサイエンティストが金融世界に入り金融工学を作り上げた、リーマンショック後の金融業界からシリコンバレーのIT企業に人が移りフィンテックを生み出したなどの例がある。日本においても、ミクシィのゲーム開発はカプコンのからの転職者、DeNAと日産自動車の自動運転車、異業種共同開発 や製薬企業との連携、中途採用者によるAI創薬などの例がある。ガラス素材メーカーAGCと半導体メーカールネサスエレクトロニクスの異業種共同製品化例もある。イノベーションのためには、デザイン思考などの非生産的な活動が必要であり、生産性のジレンマの「生産性の高い工場ほど、新たな製品のアイデアは出にくく、反対に、生産性の低い工場は新たな製品のアイデアが出やすい」というトレードオフが存在する。2020年、異業種間の転職についてはリクルートキャリアによれば10年で2.6倍に増えた。終身成長を求めて新たな分野への転身をはかる転職者と、事業変革を担う異能人材の獲得を強化する企業とのマッチングが背景にある 。ここにあるのは、「異業種の視点や発想を持ち込んでほしい」。新しい手法を持ち込むことで、「こんなやり方もあったんだ」「新しいやり方を開拓していかないと、時代に乗り遅れる」という発見を与えてほしいというニーズである。40代、50代においてもマネジメント層の資質をもち、「自分のOS」と「企業のOS」がマッチすれば、異分野や異業種への転職というのはありうるとされる 。この異業種、異職種間の転職を越境転職という。

### 行政における中途採用
異分野の人を採用する中途採用は行政にも広がりつつあり、防衛省が人材流出への危機感から中途採用を行った。「新卒で入省し働き続けるのが当たり前の環境で、中にいると気がつかないこともある。」問題点に気づかされたという。 地方自治体においても民間経験者採用の目的とニーズは、「民間の経験を公務に活かす視点」である 。この視点は、インターネットやITの技術者をOJT育成することが困難な警察機関でのIT人材の採用がある 。また、文部科学省によると特別免許状の活用がほとんど進んでいなかった小学校、中学校、高等学校等の教員において中途採用を目的として、関連した職務経験者を教員に採用し 、社会に開かれた教育課程を達成する 。ここには、教員の中で、民間企業の経験者が5％にも満たない状況であり、社会人経験者を増やす方針がある。ただし普通免許状の場合、社会人が新規に教職免許を取るには通信制であっても約1か月にわたる教育実習が課題になるほか、学年主任や教科主任からの個別指導や、教職大学院と連携して大学院レベルの研修を実施するなど、各任命権者において研修が必要なことが課題となっている 。この教員採用は、進路指導について実際の社会人経験に基づいた指導や数学、理科、英語などが社会経験でどう役立つかについての指導において効果を上げている 。このような協定としては、加賀市とTeach For Japanの協定などがある。

## オープンイノベーションへの取り組みと課題
オープンイノベーションは企業間のコンソーシアムや、産学連携、企業の共同開発を通じて、社会的なインパクトを生むことを指す。したがって、一つのイベントやハッカソン、交流会を開催することとは異なる。さまざまな企業や団体がこうしたイベントでアイデアを交換し、事業化することが期待されているものの、企業の自前主義に阻まれているのが現状である。オープンイノベーション協議会のオープンイノベーション白書によれば、2016年7月において、10年前と比べて、OIの取り組みが活発化している企業の方が、外部との連携割合が高いが、それでも自社単独での開発は6割弱であり、未だ自前主義の傾向が強い可能性がうかがえる。

## 参考書籍
- オープンイノベーション 組織を越えたネットワークが成長を加速する ISBN 4862760465
- OPEN INNOVATION―ハーバード流イノベーション戦略のすべて (Harvard business school press) ISBN 4382055431
- 一橋ビジネスレビュー 60巻2号(2012 AUT.―日本発の本格的経営誌 オープン・イノベーションの衝撃 ISBN 4492820558